# Konvikt Glatz

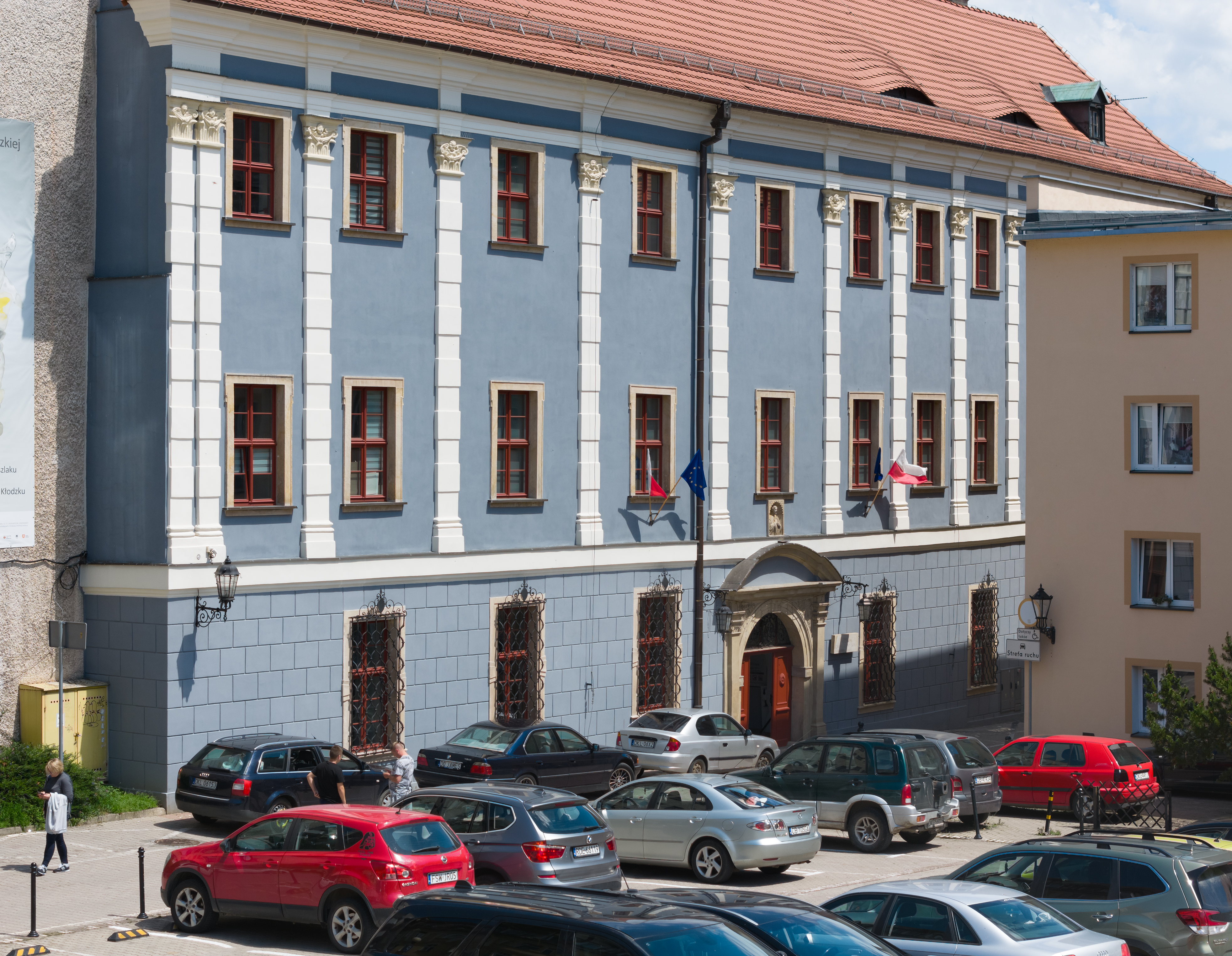
Ehemaliges Jesuitenkonvikt Glatz, heute Museum Ziemi Kłodzkiej

Das Konvikt in Glatz (auch Jesuitenkonvikt Glatz) in Glatz, der Hauptstadt der bis 1742/63 böhmischen Grafschaft Glatz, entstand 1365 – zusammen mit der Lateinschule – mit Genehmigung des Prager Erzbischofs Johann Očko von Wlašim als bischöfliche Bildungseinrichtung. Nach dem Übergang des größten Teils Schlesiens 1945 an Polen als Folge des Zweiten Weltkriegs wurden die Gebäude 1976 bis 1986 restauriert. Seither beherbergen sie das Museum des Glatzer Landes (Muzeum Ziemi Kłodzkiej).

## Geschichte
Nachdem der erste Prager Erzbischof Ernst von Pardubitz 1349 das Glatzer Augustiner-Chorherrenstift gestiftet hatte, genehmigte sein Nachfolger Johann Očko von Wlašim 1365 den Augustinern den Betrieb einer Lateinschule, die mit einem Konvikt für auswärtige Schüler verbunden werden sollte. 1597 wurden die Glatzer augustinischen Besitzungen mit päpstlicher Zustimmung dem Glatzer Jesuitenkolleg übergeben. Die Jesuiten bauten die übernommene Lateinschule zu einem Katholischen Gymnasium aus, für das sie ein Gebäude auf dem Schlossberg erwarben sowie in der Nähe ein Haus für das Konvikt, in dem 1617 32 Zöglinge wohnten. Schule und Konvikt befanden sich in der Nähe des Augustinerstifts unterhalb des Burgberges. 
Nach dem Ständeaufstand von 1618 mussten die Jesuiten Glatz verlassen. In den Kämpfen zwischen den Kaiserlichen und den Aufständischen nach der Schlacht am Weißen Berg wurden die jesuitischen Besitzungen 1622 größtenteils zerstört. 1623 durften die Jesuiten nach Glatz zurückkehren und erhielten für das Konvikt zunächst das Haus des Bürgermeisters Matthias Scholz, dem es wegen dessen Beteiligung am Ständeaufstand von 1618 konfisziert worden war. 1627 beherbergte das Konvent bereits 30 Schüler. Nachdem weitere Nachbargrundstücke erworben werden konnten, wurde 1664 das Konvikt nach Entwurf des italienischen Baumeisters Carlo Lurago neu erbaut. Die Bauleitung oblag den Baumeistern Andrea Carove und August Reinsperger. Das Ensemble wurde nach 1690 fertiggestellt. 1753/54 wurde das Konvikt um eine dem hl. Aloisius von Gonzaga geweihte Kapelle erweitert. 
Die Leitung des Konvikts oblag dem Vorsteher des Seminars, der die Amtsbezeichnung Regens (regens seminarii) führte. Letzter Regens der Jesuiten war Sebastian Hertle, der 1773 verstarb. Danach war der jeweilige Religionslehrer des Glatzer Gymnasiums Leiter des Konvikts. Bereits 1742 war Glatz zusammen mit der Grafschaft Glatz nach dem Ersten Schlesischen Krieg und endgültig 1763 nach dem Hubertusburger Frieden an Preußen gefallen. Nach der Aufhebung des Jesuitenordens 1773 wurde das Konvikt in „Seminar des Königlichen Schuleninstituts“ umbenannt. Nach der Auflösung des Schuleninsitituts im Jahre 1800 floss der Erlös aus dem Verkauf des Konvikts an den Katholischen Hochschulfonds beim Provinzialschulkollegium Breslau.

## Regenten (Auswahl)
- 1818–1831: Aloys Bach
- 1858–1862: Ernst Strecke
- 1884–1889: Wilhelm Hohaus